# Tharston and Hapton
Tharston and Hapton – gmina (civil parish) w Anglii, w hrabstwie Norfolk, w dystrykcie South Norfolk. Leży 14 km na południowy zachód od Norwich i 145 km na północny wschód od Londynu. Miejscowość liczy 599 mieszkańców.